# Malagueta

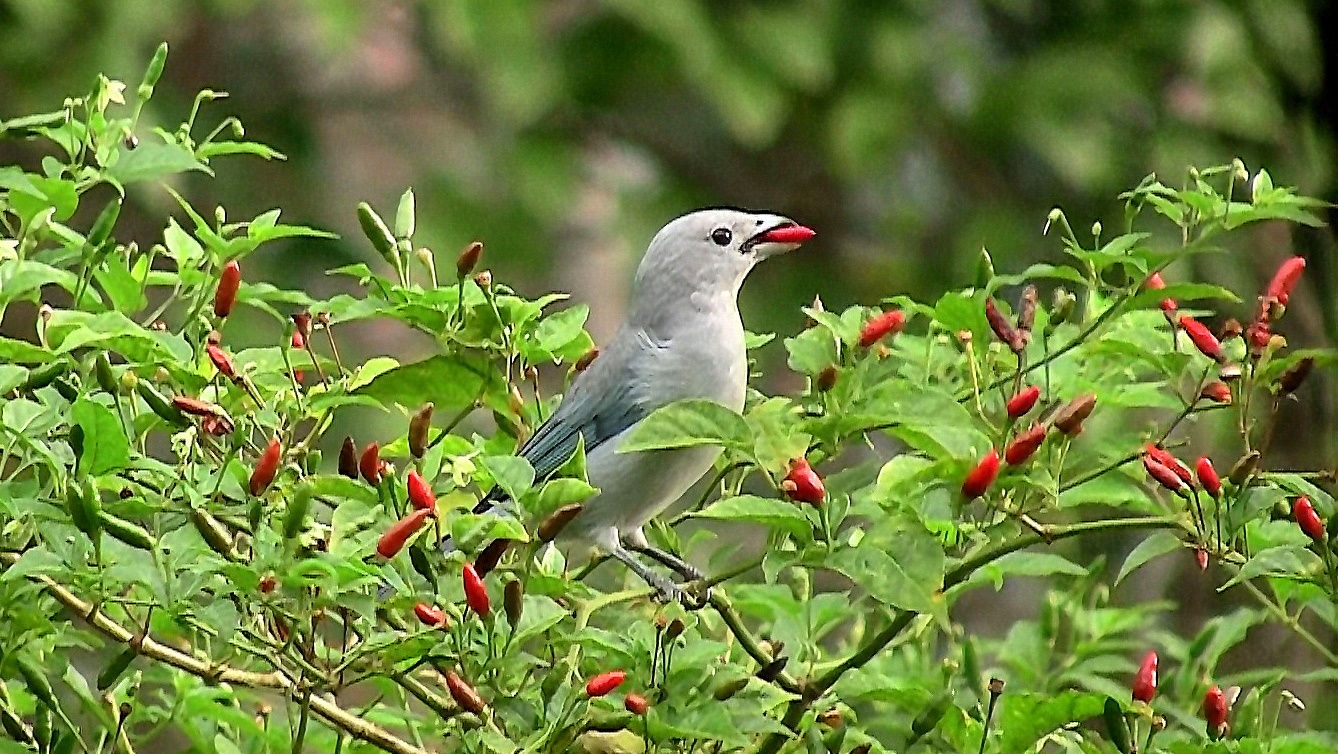
En Sayacatangara-fågel som äter Malagueta

Malagueta (Capsicum frutescens, Solanaceae) är en sorts chilipeppar som främst finns och används i delstaten Bahia i Brasilien. Den har fått sitt namn från den obesläktade meleguetapepparn från Västafrika (Zingiberaceae). Delstaten Bahia var ett center för slavhandel och som en konsekvens blev malaguetan namngiven efter det portugisiska namnet på den afrikanska pepparn.
Frukten är liten, avsmalnande och grön som blir röd när den mognar. Den blir runt 5 cm lång. Den är väldigt stark, från 60 000 till 100 000 scovillegrader. 